# Tás a Ver: O Melhor de Gabriel o Pensador
Tás a Ver: O Melhor de Gabriel o Pensador é o segundo álbum de compilação do rapper brasileiro Gabriel o Pensador. Foi lançado exclusivamente em Portugal em 20 de janeiro de 2003. A única canção inédita no álbum é "Tás a Ver?", que conta com a participação de Adriana Calcanhotto e ainda com um sample de Sérgio Godinho. No entanto, só foi editada pela primeira vez no Brasil em 2005 com o álbum Cavaleiro Andante.

## Faixas
1. Tás a Ver?
2. O Resto do Mundo
3. Lavagem Cerebral
4. Retrato de um Playboy
5. Lôráburra
6. FDP³
7. Faça o Diabo Feliz
8. Pátria Que Me Pariu
9. Cachimbo da Paz
10. 2345meia78
11. Festa da Música
12. Tô Vazando
13. Cachorrada
14. Astronauta
15. Tem Alguém Aí?
16. Até Quando?